# Montreux III
Montreux III es un álbum en vivo del pianista estadounidense de jazz Bill Evans, lanzado el 20 de julio de 1975 por el sello Fantasy y producido por Helen Keane. Ha vuelto a ser publicado varias veces, como en 1997 donde estuvo en formato de disco de larga duración o en formato digital en el año 2006. Scott Yanow del sitio Allmusic le dio cuatro estrellas de cinco, y opinó positivamente. Contiene ocho temas interpretados en el festival suizo Montreux Jazz.

## Lista de canciones
1. «Elsa»(Earl Zindars) - 7:28
2. «Milano» (John Lewis) - 4:40
3. «Venutian Rhythm Dance» (Clive Stevens) - 4:27
4. «Django» (Lewis) - 6:18
5. «Minha (All Mine)» (Francis Hime) - 4:11
6. «Driftin'» (Dan Haerle) - 5:12
7. «I Love You» (Cole Porter) - 6:38
8. «The Summer Knows» (Alan Bergman, Marilyn Bergman, Michel Legrand) - 3:24

- Grabado los días 19 y 20 de junio de 1970 en el Montreux Jazz Festival del Casino De Montreux.

Fuente: